# Tengriism

Tengrism1

Tengriism (turkiska: Tengricilik), eller Tengrianism, var den forna religionen hos turkarna, Xianbei, xiongnu-folket, jenisejiska folk, mongolerna, ungrarna, hunner och bulgarerna. Religionen har varierad koppling till shamanism, animism, totemism och förfädersdyrkan, och anses också ha influerat alevism-inriktningen i Turkiet. 
Det var den dominerande religionen i flera historiskt kända riken i Centralasien, som Gökturkiska khaganatet, Västturkiska khaganatet, Östturkiska khaganatet, Storbulgariska riket, Första bulgariska riket, Volgabulgariska riket, Khazarernas rike och i Mongolväldet. 
Tengriismen var i grunden densamma för alla turkiska folk, med vissa lokala variationer. Under 1100- och 1200-talet influerades tengriismen av  omgivande monoteistiska religioner från polyteism till att bli mer dualistisk, med huvudguden Tengri och hans motståndare Erlik i fokus; de övriga gudarna sjönk i förgrunden, men försvann dock aldrig helt.
Tengriism finns kvar än idag bland minoriter i Kazakstan, Turkiet och andra turkisktalande länder. I Sibirien och Mongoliet har tengriismen fått ett uppsving efter Sovjetunionens upplösning.
Gudar
- Tengri, himmelsguden, den högsta guden.
- Itugen, jordens och fruktbarhetens gudinna.
- Umay, barnsbördens gudinna.
- Öd Tengri, tidens gud.
- Boz Tengri, stäppernas gud.
- Kayra, den högsta himmelsfärens, luftens, atmosfärens, ljusets och livets gud.
- Ülgen, godhetens gud.
- Mergen, sinnets och intellektets gud.
- Erlik, dödens gud, härskare över underjorden, Tamag.
- Ay Dede, månens gud.
- Kun Ana, solens gudinna.
- Daichi Tengri, krigsguden.